# Sard Underground
Sard Underground (estilizado en mayúsculas con una Z invertida en la primera S) es un grupo musical japonés producido por Daiko Nagato. En septiembre de 2019, debutaron con su álbum de covers Zard Tribute bajo el sello Giza Studio. Es una banda tributo a la banda japonesa Zard del que deriva su nombre.

## Historia
La formación de la banda comenzó en diciembre de 2018 presentando solo a Yua con la creación de cuentas en las redes sociales.
En febrero de 2019, la banda anunció a sus 4 miembros y su primer concierto realizado en el local Hills Pankojo Factory en Osaka. En junio dos canciones fueron promocionadas, se tratan de My friend, tema de cierre de la serie de animación japonesa Slam Dunk, que fue promocionada como canción del evento Tohoku Miyagi Revive y Makenaide, otro tema musical de la banda Zard que fue promocionada como canción del evento High School Basketball Winter Cup. Ambas canciones fueron incluidas en el álbum Zard Tribute lanzado el 18 de septiembre de 2019 debutando en el puesto 24 de la lista Oricon.
El 10 de febrero de 2020, con motivo del vigésimo noveno aniversario del primer sencillo de la banda Zard, Good-bye My Loneliness, lanzaron su primer sencillo original titulado Sukoshi Zutsu Sukoshi Zutsu. Se trata de una canción inédita escrita por la vocalista de Zard Izumi Sakai y compuesta por la artista Aika Ohno. Este tema fue utilizado como tema de cierre para la serie de televisión Detective Conan, serie donde la banda Zard interpretó muchos temas desde 1999 hasta el 2008. En el sencillo se incluyeron covers de su primer sencillo Good-by My Loneliness y del tema Ai wa Kurayami no Naka de, así como una edición especial de Detective Conan.
El 3 de junio de 2020 lanzaron su segundo sencillo titulado Korekara no Kimi ni Kampai, otra canción inédita escrita por Izumi Sakai y compuesta por Daria Kawashima, compositora habitual de los temas de la banda Zard. El sencillo incluyó los temas de Zard Kakegae no Nai Mono y Sayonara wa Ima mo Kono Mune ni Imasu.
El 28 de abril de 2021, lanzaron su primer vídeo-álbum "SARD UNDERGROUND LIVE TOUR 2020", en el que se incluyen imágenes de conciertos realizados el año anterior. El 26 de mayo de 2021, a través del sitio web de Sard Underground, se anunció que la guitarrista Asaka Miyuu había dejado Sard Underground y su contrato exclusivo había sido cancelado. Después del diagnóstico de un médico, se decidió que sería difícil para ella continuar con sus actividades como miembro de la banda y se retiró. La salida de Miyuu también retrasó el lanzamiento del álbum original Natsu no Owari ni..., originalmente estaba programado para su lanzamiento en julio. Más tarde, se anunció el cambio de nombre del álbum a Orange Iro ni Kanpai y el lanzamiento se pospuso dos meses después, en septiembre de 2021. Tras la baja de Asaka Miyuu, en los siguientes conciertos en directo, Yuuichiro Iwai (antiguo miembro de U-ka Saegusa in dB) fue guitarrista de apoyo.
Su cuarto sencillo, Karappo no Kokoro, lanzado en 2022, se convirtió en su primer sencillo que debutó en el top 10 de las listas semanales de Oricon.
En octubre de 2023, Sard Underground hizo una aparición especial en el Japan Anime Song Festival celebrado en Melaka, Malasia. Se convirtió en su primera aparición en un escenario en el extranjero desde su debut.
En 2024, la banda celebra su quinto aniversario. El 24 de marzo lanzó su primer álbum recopilatorio Zard Tribute Best Selection. El álbum incluye versiones recién grabadas y regrabaciones de las canciones previamente versionadas. El mismo día, anunciaron su primera gira a nivel nacional. . El 21 de agosto lanzaron su segundo álbum original titulado Namida Iro De.

## Miembros
- Yua Shinno (神野友亜) - voz principal, compositora
- Izumi Sugioka (杉岡泉美) - bajo, segundas voces
- Hiromi Sakamoto (坂本ひろ美) - teclado, segundas voces

### Antiguos miembros
- Miyuu Akasaka (赤坂美羽) - guitarra, segundas voces (2019-2021)

## Discografía

### Álbumes

#### Álbumes de estudio
- Orange Iro ni Kanpai (オレンジ色に乾杯) (01/09/2021) #12
- Namida Iro De (涙色で) (21/08/2024) #11

#### Miniálbumes
- Hi no Nagori (日の名残り) (14/09/2022) #9

#### Álbumes Tributo
- ZARD Tribute (18/09/2019) #24
- ZARD Tribute II (07/10/2020) #16
- ZARD Tribute III (09/02/2022) #14
- ZARD Tribute Best Selection (20/03/2024) #13

#### Compilaciones
- THE BEST OF DETECTIVE CONAN 6 (CD2 #14 Sukoshizutsu Sukoshizutsu)

### Singles
- Sukoshi Zutsu Sukoshi Zutsu (少しづつ 少しづつ) (10/02/2020) #15
- Korekara no Kimi ni Kampai (これからの君に乾杯) (03/06/2020) #6
- Black Coffee (ブラックコーヒー) (10/02/2021) #11
- Karappo no Kokoro (空っぽの心) (18/05/2022) #6
- Sotsugyoushiki (卒業式) (22/02/2023) #13
- Yakushainu no Uta (役者犬のうた) (20/09/2023) #9
- Yume de Aimashou (夢で逢いましょう) (21/08/2024) #11

#### Singles Digitales
- Ano Natsu no Koi wa Mabushikute (あの夏の恋は眩しくて) (12/05/2021)
- Natsu no Koi wa Itsumo Dramatic (夏の恋はいつもドラマティック) (22/07/2021)
- Yureru Omoi [tribute 2023] (揺れる想い [tribute 2023]) (19/05/2023)
- Sono Kekkon, Shouki desu ka? (その結婚、正気ですか？) (07/08/2023)
- My Friend [tribute 2024] (マイ フレンド [tribute 2024]) (01/03/2024)

## Vídeo

### Blu-ray
- SARD UNDERGROUND LIVE TOUR 2020 (28/04/2021)
- SARD UNDERGROUND LIVE TOUR 2021 [Cheers!] (16/03/2022)